# Konrad Kurt Ladstätter
Konrad Kurt Ladstätter (Valdaora, 2 maggio 1968) è un ex sciatore alpino italiano specialista dello slalom speciale.

## Biografia
Ladstätter esordì in campo internazionale ai Mondiali juniores di Jasná 1985; l'anno dopo, nell'edizione della rassegna iridata giovanile disputata a Bad Kleinkirchheim, vinse - il 21 febbraio - la medaglia d'oro nello slalom gigante.
In Coppa del Mondo ottenne il primo risultato di rilievo il 18 gennaio 1987 sul difficile tracciato di Wengen, giungendo 15º in slalom speciale, e il primo podio il 12 gennaio 1990: 3º a Schladming dietro al tedesco Armin Bittner e all'austriaco Michael Tritscher. Bissò tale risultato il 24 novembre 1991 a Park City, dove concluse - sempre in slalom speciale - alle spalle del compagno di squadra Alberto Tomba e dello svizzero Paul Accola. Venne quindi convocato per i XVI Giochi olimpici invernali di Albertville 1992, in Francia (sua unica presenza olimpica), ai quali ottiene il 21º posto nello slalom speciale.
Salì per la terza e ultima volta sul podio in Coppa del Mondo il 19 dicembre 1995 sulla pista 3-Tre di Madonna di Campiglio in slalom speciale, sopravanzato ancora dal connazionale Tomba e dal francese Yves Dimier; sempre in slalom speciale gareggiò in due rassegne iridate: a Sierra Nevada 1996 si piazzò 18º e a Sestriere 1997 non completò la gara. Prese per l'ultima volta il via in Coppa del Mondo il 22 novembre 1997 a Park City in slalom speciale, senza completare la prova, e concluse l'attività agonistica il 28 marzo 2000 a Monte Pora con il 17º posto ottenuto ai Campionati italiani 2000.

## Palmarès

### Mondiali juniores
- 1 medaglia:
  - 1 oro (slalom gigante a Bad Kleinkirchheim 1986)

### Coppa del Mondo
- Miglior piazzamento in classifica generale: 15º nel 1990
- 3 podi (tutti in slalom speciale):
  - 3 terzi posti

### Campionati italiani
- 5 medaglie[1]:
  - 1 oro (slalom speciale nel 1996)
  - 1 argento (slalom speciale nel 1993)
  - 3 bronzi (supergigante nel 1990; slalom speciale nel 1992; slalom speciale nel 1997)